# Parallactic Islands
Die Parallactic Islands (von englisch parallactic ‚parallaktisch, die Parallaxe betreffend‘) sind eine Gruppe sechs kleiner Inseln vor der Mawson-Küste des ostantarktischen Mac-Robertson-Lands. Sie liegen zwischen den Azimuth Islands und den Kellas-Inseln in der Holme Bay.
Norwegische Kartografen kartierten sie anhand von Luftaufnahmen, die bei der Lars-Christensen-Expedition 1936/37 entstanden. Das Antarctic Names Committee of Australia (ANCA) benannte sie nach Parallactic Island, der nordwestlichsten Insel dieser Gruppe.